# Leghe inox austenitiche
Le leghe inox austenitiche (chiamate anche leghe per alte prestazioni, superleghe o materiali esotici), sono leghe prodotte con alte percentuali di leganti (oltre il 50% in peso): in pratica un ampliamento degli acciai inox austenitici tradizionali. Sono nate per coprire le debolezze di questi ultimi in fatto di resistenza alla corrosione, sia alveolare sia tensocorrosione.
I costituenti sono cromo (20-27%), nichel (25-42%) e molibdeno (3-6%). Queste percentuali elevate conferiscono alle leghe una maggior resistenza alla corrosione da acidi ad alta temperatura e a forte concentrazione e alle rotture per tensocorrosione in atmosfera ricca di cloro.
Le proprietà fondamentali sono quelle tipiche degli acciai inox austenitici, ma con una migliorata saldabilità.
Sono specialmente impiegate in alcuni settori dell'industria petrolchimica e chimica dove il problema della corrosione è particolarmente sentito.

## Composizione
La composizione base dell'acciaio inossidabile austenitico è il 18% di Cr e l'8% di Ni, codificata in 18/8 (AISI 304). Una percentuale del 2-3% di molibdeno permette la formazione di carburi di molibdeno migliori rispetto a quelli di cromo e assicura una miglior resistenza alla corrosione dei cloruri (come l'acqua di mare, il citato di sodio, di ammonio)(acciaio 18/8/3) (AISI 316). Il contenuto di carbonio è basso (0,08% max di C), ma esistono anche acciai inox austenitici dolci (0,03% di C max). L'acciaio inox austenitico può essere stabilizzato con titanio o niobio per evitare una forma di corrosione nell'area delle saldature (vedi più avanti le debolezze di questo tipo di acciaio). Considerando la notevole percentuale di componenti pregiati (Ni, Cr, Ti, Nb, Ta), gli acciai inox austenitici sono fra i più costosi tra gli acciai di uso comune.
| % Cr | % Ni | AISI          | UNI EN 10088-1             |
| 17   | 10   | 303           |                            |
| 18   | 10   | 304, 316      | X5CrNi1810, X5CrNiMo1712-2 |
| 18   | 10   | 321, 347, 348 | X8CrNiTi1810,X8CrNiNb1811  |
| 18   | 13   | 317           | X8CrNiMb1712               |
| 23   | 12   | 309           |                            |
| 25   | 20   | 310           | X8CrNi2520                 |

Le leghe più utilizzate sono quelle denominate AISI 304 (304 L), 316 (316 L), 321 e 347 (queste ultime due sono versioni migliorate del 304).
Il 304, se portato ad alta temperatura (400 °C - 840 °C, ad esempio durante la saldatura), si sensibilizza alla corrosione intergranulare a causa della precipitazione dei carburi di Cromo (M23C6) sui bordi di grano della struttura metallica. La precipitazione di questi carburi causa una notevole diminuzione del tenore di cromo nelle zone circostanti ai bordi di grano e, se si scende al di sotto del 12%, il film di passività dell'acciaio non è più sufficiente a proteggere il materiale sottostante. Si rischia quindi di avere rotture per corrosione selettiva lungo il perimetro dei bordi di grano.
Per evitare questi problemi si "stabilizza l'acciaio" con delle aggiunte di titanio nel caso del 321 e di niobio (o columbio) nel caso del 347.La stabilizzazione consiste nel fatto che il titanio e il niobio formano dei carburi che sottraggono parte del carbonio alla matrice metallica, evitando che questo elemento possa legarsi al cromo.
Rispetto al 304, il 303 ha qualche punto percentuale in meno di cromo, ma dieci volte la percentuale di zolfo, che ne migliora notevolmente la lavorabilità alla macchina utensile ad asportazione di truciolo.
Per quanto riguarda il 316 questo inox ha una buona resistenza alla vaiolatura a causa della discreta percentuale di molibdeno (2-3%) ma se questa non fosse sufficiente si può optare per il 317 che contiene percentuali di molibdeno maggiori.